# ジェイミー・シャクルトン
- ジェイミー・シャックルトン

ジェイミー・スチュアート・シャクルトン（Jamie Stuart Shackleton, 1999年10月8日 - ）は、イングランド・ウェスト・ヨークシャー州リーズ出身のサッカー選手。EFLチャンピオンシップ・シェフィールド・ユナイテッドFC所属。ポジションはMF。

## クラブ経歴
7歳の時に地元のリーズ・ユナイテッドFCのユースアカデミーに入団。2018年にトップチームに昇格,同年8月11日のダービー・カウンティFC戦でプロデビュー。2018-19シーズンはリーグ戦21試合に出場。チームは2部リーグで3位に入り、昇格プレーオフに進出するもダービー・カウンティに敗退。翌2019-20シーズンは2部リーグで首位を走り、2020年7月17日に2003-04シーズン以来のプレミアリーグ復帰が決定。昇格決定から2日後の19日のダービー・カウンティ戦ではプロ初ゴールを記録。更にシーズン最終戦の23日のチャールトン・アスレティックFC戦でもゴールを決め、2部リーグ優勝も決まり、昇格に華を添えた。
2020年8月12日、リーズと2024年までの延長契約に合意したことが発表された。
2022年7月19日、ミルウォールFCへレンタル移籍。
2024年7月4日、シェフィールド・ユナイテッドFCに移籍した。

## 代表歴
2019年のトゥーロン国際大会に、U-20のイングランド代表として出場した。

## 人物
- 2018年10月、当時19歳にしてUEFAのB級コーチングライセンスを取得した。